# Artemis Fowl

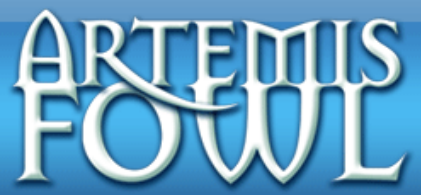
Logotip de la sèrie Artemis Fowl.

Artemis Fowl és una sèrie de vuit novel·les fantàstiques escrites per Eoin Colfer, protagonitzades per una adolescent, que té el mateix nom de la novel·la, amb una intel·ligència superior.
Artemis, el personatge principal, és un criminal jove i extremadament intel·ligent l'objectiu principal del qual és l'adquisició de diners a través d'una varietat d'estratagemes.
L'Artemis Fowl és el cervell de les seves operacions i el que les porta a terme és el Majordom, un agent entrenat per servir l'Artemis.
L'Artemis té una enemiga: la capitana Tapdebassa. Ella és un agent de la Policía dels éssers màgics i d'ençà que la va utilitzar per aconseguir or dels éssers màgics li té jurada. Malgrat això, en alguna novel·la han arribat a col·laborar.

## Llibres
| Títol català | Artemis Fowl i el món subterrani |
| ------------ | -------------------------------- |
| Títol anglès | Artemis Fowl                     |
| Llançament   | : 2001 : 2002                    |

| Títol català | Artemis Fowl encontre a l'Àrtic  |
| ------------ | -------------------------------- |
| Títol anglès | Artemis Fowl: The artic incident |
| Llançament   | : 2002 : 2002                    |

| Títol català | Artemis Fowl el codi de l'eternitat |
| ------------ | ----------------------------------- |
| Títol anglès | Artemis Fowl: The eternity code     |
| Llançament   | : 27 d'Abril del 2003 : 2004        |

| Títol català | Artemis Fowl: La venjança d'Opal |
| ------------ | -------------------------------- |
| Títol anglès | Artemis Fowl: The opal Deception |
| Llançament   | : 30 d'Abril del 2005 :          |

| Títol català | Artemis Fowl: El compte enrere |
| ------------ | ------------------------------ |
| Títol anglès | Artemis Fowl: The lost colony  |
| Llançament   | : 2 d'Agost del 2006 :         |

| Títol català |                                |
| ------------ | ------------------------------ |
| Títol anglès | Artemis Fowl: The Time Paradox |
| Llançament   | : 15 de Juliol del 2008 :      |

| Títol català |                                    |
| ------------ | ---------------------------------- |
| Títol anglès | Artemis Fowl: The Atlantis Complex |
| Llançament   | : 20 de Juliol del 2010 :          |

| Títol català |                                 |
| ------------ | ------------------------------- |
| Títol anglès | Artemis Fowl: The Last Guardian |
| Llançament   | : 10 de Juliol del 2012 :       |